# Pododexia similis
Pododexia similis là một loài ruồi trong họ Tachinidae.